# Kernkraftwerk Hunterston
Das Kernkraftwerk Hunterston liegt rund acht Kilometer südlich von Largs, North Ayrshire in Schottland. Das seit Anfang 2022 nicht mehr in Betrieb befindliche Kraftwerk bestand aus den zwei Kernkraftwerksanlagen Hunterston A (zwei Magnox-Reaktoren) und Hunterston B (zwei AGR) mit einer installierten Gesamtleistung von insgesamt 1634 MWe. Eigentümer von Hunterston A ist die Nuclear Decommissioning Authority, der Betreiber die British Nuclear Fuels. Der Eigentümer und Betreiber von Hunterston B ist derzeit EDF Energy (zuvor British Energy).

## Hunterston A

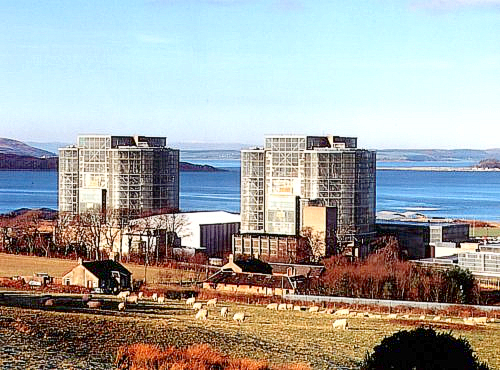
Hunterston A

Der Baubeginn für die Anlage Hunterston A mit den beiden Magnox-Reaktoren Hunterston A1 und Hunterston A2 war am 1. Oktober 1957. Beide Reaktoren hatten eine elektrische Nettoleistung von je 150 MWe und eine elektrische Bruttoleistung von je 173 MWe. Der Reaktor Hunterston A1 wurde am 5. Februar 1964 mit dem Stromnetz synchronisiert, er ging noch am selben Tag in den kommerziellen Leistungsbetrieb über. Der Reaktor Hunterston A2 wurde am 1. Juni 1964 mit dem Stromnetz synchronisiert, genau einen Monat später ging er in den kommerziellen Betrieb. Hunterston A2 wurde am 31. Dezember 1989 abgeschaltet, Hunterston A1 am 30. März 1990. Hunterston A wurde 1964 von Queen Elizabeth eröffnet. Zu dieser Zeit war es das leistungsstärkste und technisch am weitesten fortgeschrittene Kernkraftwerk der Welt. Es wurde früher von British Nuclear Fuels betrieben und nun von Magnox Limited endgültig stillgelegt. Der Rückbau soll 135 Jahre dauern. Das Volumen des zu entfernenden radioaktiven Abfalls beträgt 37.000 Kubikmeter.

## Hunterston B

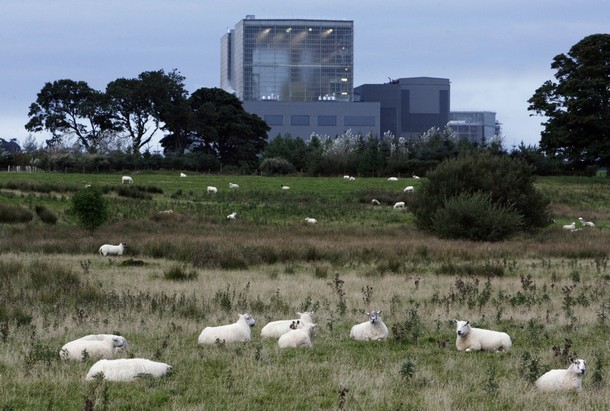
Hunterston B

Der Baubeginn für die Anlage Hunterston B mit den AGR B1 und B2 war am 1. November 1967. Die Reaktoren besitzen jeweils eine Nettoleistung von 430 MWe und eine Bruttoleistung von 644 MWe. Der Reaktor Hunterston B1 wurde am 6. Februar 1976 erstmals mit dem Stromnetz synchronisiert und ging auch an diesem Tag in den kommerziellen Leistungsbetrieb. Hunterston B2 wurde am 31. März 1977 mit dem Stromnetz synchronisiert, auch er ging noch am selben Tag in den kommerziellen Betrieb. Hunterston B liefert elektrische Energie für über eine Million Haushalte.
Im Rahmen einer routinemäßigen Inspektion im April 2018 wurden im Graphitkern des Reaktors B1 wesentlich mehr Risse entdeckt als erwartet. Der Betreiber beschloss daraufhin, den Reaktor für die Dauer eines halben Jahres abgeschaltet zu belassen und in dieser Zeit weitere Untersuchungen durchzuführen. Im Oktober wurde auch Hunterston B2 heruntergefahren. Im November wurde bekannt, dass der Graphitkern von Reaktorblock B1 350 Risse aufweist; die Atomaufsichtsbehörde äußerte, dass mit diesem Schadensbild die „Betriebsgrenze erreicht“ sei. Im Dezember 2018 wurde die Verlängerung des Stillstandes von Reaktor B1 bis Ende April 2019 und von Block B2 bis Ende März 2019 bekanntgegeben. Im Januar 2019 wurde bekannt, dass mittlerweile 370 Risse in Reaktor B1 sowie 200 Risse in Reaktor B2 gezählt wurden. Um die Reaktoren wieder in Betrieb nehmen zu können, soll der Grenzwert derweil auf 700 Risse erhöht werden.
Im August 2020 wurde bekannt, dass der Betreiber EDF sich entschieden habe, die Stilllegung des Kraftwerkes auf Ende 2021 vorzuziehen. Zuvor hatte das Office for Nuclear Regulation bekannt gegeben, Reaktor 3 das Wiederanfahren nach der ca. 200 Mio. Pfund teuren Reparatur der Schäden im Reaktorkern zu erlauben, allerdings nur für 6 Monate. Zuvor hatte ONR „signifikante Unsicherheit“ bezüglich des Risikos geäußert, dass abgebrochene Graphitstücke des Reaktorkerns die sichere Kühlung des Reaktors in Frage stellen könnten. EDF wolle nach dieser Periode eine weitere halbjährige Betriebsperiode beantragen und anschließend das Kraftwerk stilllegen.

## Daten der Reaktorblöcke
Das Kernkraftwerk Hunterston hat insgesamt vier Blöcke:
| Reaktorblock  | Reaktortyp | Netto- leistung | Brutto- leistung | Baubeginn  | Netzsyn- chronisation | Kommerzieller Betrieb | Abschaltung |
| ------------- | ---------- | --------------- | ---------------- | ---------- | --------------------- | --------------------- | ----------- |
| Hunterston-A1 | Magnox     | 150 MW          | 173 MW           | 01.10.1957 | 05.02.1964            | 05.02.1964            | 30.03.1990  |
| Hunterston-A2 | Magnox     | 150 MW          | 173 MW           | 01.10.1957 | 01.06.1964            | 01.07.1964            | 31.12.1989  |
| Hunterston-B1 | AGR        | 430 MW          | 644 MW           | 01.11.1967 | 06.02.1976            | 06.02.1976            | 26.11.2021  |
| Hunterston-B2 | AGR        | 430 MW          | 644 MW           | 01.11.1967 | 31.03.1977            | 31.03.1977            | 07.01.2022  |